# Манолско Конаре
Манолско Конаре е село в Южна България. То се намира в община Марица, област Пловдив. Населението му е 724 души (15 март 2024).

## География
Село Манолско Конаре е разположено на 136 m надморска височина в Горнотракийската низина, на 18 km североизточно от центъра на град Пловдив. Землището на селото е с площ 13,429 km².

## История
Село Манолско Конаре е създадено около 1700 година. Първоначално то се намира край реката в местността „Юртища“, на около 2 километра западно от сегашното се местоположение. Около 1800 година чумна епидемия убива повечето жители. Останалите живи изгарят всичко, някои от тях се заселват в село Маноле, други – в съседното село Чакъре (Ясно поле), а шест-седем семейства си правят къщи на сегашното място отново край реката. Името на селото произхожда от пастирите – коняри от село Маноле, които са отглеждали коне за нуждите на Османската империя.
Първото училище в село Манолско Конаре е открито през 1899 година, а първата църква - през 1903 година. Селото е тежко засегнато от Чирпанското земетресение през 1928 година. Разрушената църква е заменена с малка временна сграда, която обаче остава да работи до края на века. През 1929 година е построена нова сграда на училището и е основано читалище „Пробуда“, чийто пръв председател е първият директор на новото училище – Драгомир Попов.
През 1939 година е построена сграда за прогимназията, а през 1965 година се открива нова масивна читалищна сграда. През 1987 година до училището е построена и детска градина. През 1999 година е построена нова църква, носеща името „Св. Теодор Тирон и Стратилат“, която заменя временната сграда, използвана от Чирпанското земетресение. През 2008 година училището е закрито, поради недостатъчен брой ученици.

## Население
Численост на населението според преброяванията през годините:
| \| Година на преброяване \| Численост \| \| --------------------- \| --------- \| \| 1934 \| 900 \| \| 1946 \| 1009 \| \| 1956 \| 1105 \| \| 1965 \| 1017 \| \| 1975 \| 947 \| \| 1985 \| 894 \| \| 1992 \| 870 \| \| 2001 \| 797 \| \| 2011 \| 706 \| \| 2021 \| 670 \| |           |
| Година на преброяване | Численост |
| 1934 | 900       |
| 1946 | 1009      |
| 1956 | 1105      |
| 1965 | 1017      |
| 1975 | 947       |
| 1985 | 894       |
| 1992 | 870       |
| 2001 | 797       |
| 2011 | 706       |
| 2021 | 670       |

### Етнически състав
Преброяване на населението през 2011 г.
Численост и дял на етническите групи според преброяването на населението през 2011 г.:
|                     | Численост | Дял (в %) |
| Общо                | 706       | 100.00    |
| Българи             | 606       | 85.83     |
| Турци               |           |           |
| Цигани              | 92        | 13.03     |
| Други               |           |           |
| Не се самоопределят | 0         | 0.00      |
| Неотговорили        | 6         | 0.84      |

## Инфраструктура
В селото работи общинска Целодневна детска градина „Лилия“, която обслужва и децата от съседното село Ясно поле.

## Култура
В центъра на село Манолско Конаре през 2005 година е открит паметник, посветен на загиналите във войните жители от селото.
Село Манолско Конаре организира ежегодно събори по случай Коледа и Нова година, Великден, Ивановден и Йордановден, Тодоровден и специален събор в чест на селото. На тези събори се събират много хора, вият се кръшни хора до късно.
Редовно събитие в село Манолско Конаре е и Лазаровден. Всяка година младите девойки се организират и цял ден пеят за здраве и плодородие в къщите на хората.